# Раянски пролом
Раянският пролом е пролом на Треклянска река (в този участък се нарича Раянска река, десен приток на Струма) в Западна България, между Пенкьовска планина на север и Земенска планина на юг, в Община Трекляно, област Кюстендил и Община Земен, област Перник. Свързва най-южната част на Треклянската котловина на запад с най-южната част на Дивлянската котловина на изток.
Проломът е с епигенетичен произход и е с дължина около 9 km, а средната му надморската височина е 682 m. Всечен е в силно денудирани метаморфни скали – гнайси, шисти и амфиболити.
Започва в най-южната част на Треклянската котловина при село Габрешевци на 717 m н.в. и се насочва на изток. В района на село Раянци е приблизително средата на пролома като тук надморската му височина е около 682 m. След около 4 km завършва в най-южната част на Дивлянската котловина, при село Калотинци, на 630 m н.в.
През пролома преминава последният участък от 9 km от третокласния Републикански път III-623 Дупница – Бобов дол – Земен – Габрешевци (от km 60 до km 69,0).

## Топографска карта
- Лист от карта K-34-58. Мащаб: 1 : 100 000.